# 渡辺孝 (政治家)
渡辺 孝（わたなべ たかし、1948年 – ）は、日本の政治家。日本共産党高浜町議会議員。

## 来歴
福井県大飯郡高浜町宮崎出身。父親は漁師。中学校卒業後に日本共産党に入党し、1979年に高浜町議に初当選。現在、11期。
同町唯一の共産党町議として、約40年にわたって、森山栄治に支配され、原発に依存した町政を批判し続けてきた。